# Михаил Михайлов (футболист)
Вижте пояснителната страница за други личности с името Михаил Михайлов.
Михаил Пламенов Михайлов е бивш футболист, полузащитник. Голмайстор на България за 1999/00 г. с 20 гола за Велбъжд. 

## Кариера
Юноша е на Левски (София). От 1992 до 1994 г. играе за Сливен и Славия. През есента на 1994 г. отива в Левски (Кюстендил), сегашният Велбъжд. Там играе 6 години (1994 – 2000 г.). Вицешампион през 1991/92 с Левски (Сф) и двукратен бронзов медалист (1998/99 и 1999/00 г.) с Велбъжд. Носител на купата на страната през 1992 г. с Левски (Сф). През 2000 г. е закупен от Улм (Германия), където остава до 2001 г. След това играе за Локомотив (Пловдив) и през 2002/03 г. отново се връща във Велбъжд. В А група е изиграл 167 мача и е вкарал 61 гола. За купата на страната има 4 мача и 2 гола за Сливен, 2 мача за Славия, 21 мача с 12 гола за Велбъжд, 3 мача за Левски (Сф) и 2 мача с 1 гол за Локомотив (Пд). Има 4 мача и 1 гол за Велбъжд в турнира Интертото. За националния отбор има 2 мача.

## Статистика по сезони
| Сезон     | Отбор          | Първенство         | Мачове | Голове |
| --------- | -------------- | ------------------ | ------ | ------ |
| 1991/92   | Левски (Сф)    | A група            | 1      | 0      |
| 1992/93   | Славия         | A група            | 9      | 1      |
| 1993/94   | Сливен         | A група            | 18     | 3      |
| 1994/95   | Велбъжд        | Б група            | 23     | 12     |
| 1995/96   | Велбъжд        | A група            | 26     | 6      |
| 1996/97   | Велбъжд        | A група            | 27     | 13     |
| 1997/есен | Киячи          | Китайска Суперлига | 12     | 5      |
| 1997/98   | Велбъжд        | A група            | 16     | 2      |
| 1998/99   | Велбъжд        | A група            | 20     | 11     |
| 1999/00   | Велбъжд        | A група            | 28     | 20     |
| 2000/01   | Улм            | Втора Бундеслига   | 6      | 1      |
| 2001/есен | Локомотив (Пд) | A група            | 10     | 1      |
| 2002/03   | Велбъжд        | В група            | 30     | 21     |

## Успехи

### Отборни
Левски (София)
- Купа на България (1): 1992

### Индивидуални
- Голмайстор на А група (1): 2000 (20 гола)